# Brobergen
Brobergen (alnémetül Brobargen) település Németországban, Alsó-Szászországban. Kranenburg (alnémetül: Kronenborg) része, és ezen belül Oldendorfhoz tartozik.

## Elhelyezkedése

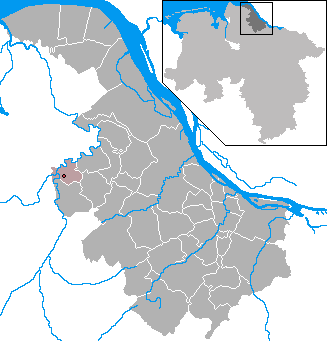
Brobergen elhelyezkedése

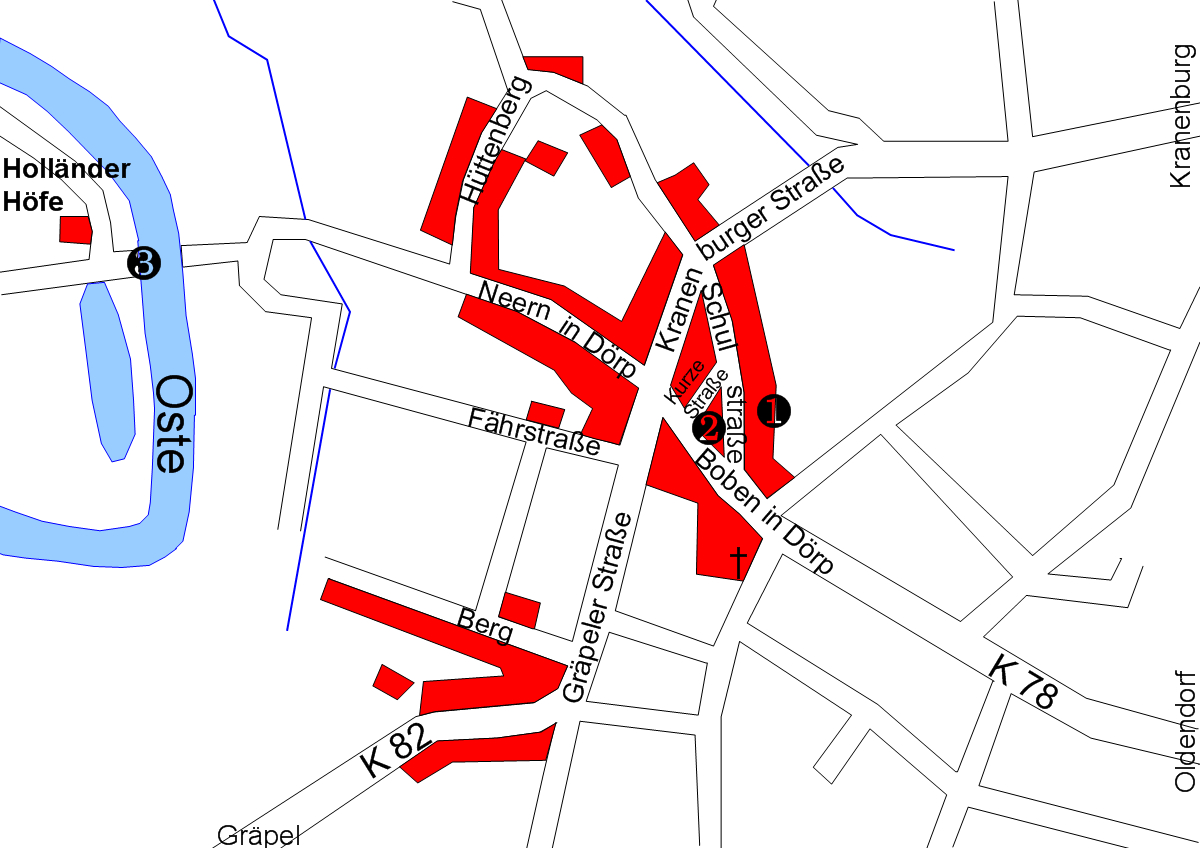
Brobergen utcái

Az Oste-folyó jobb partján fekszik, a folyó bal partján álló részt Hollander Höfének nevezik (vagy leggyakrabban Höben néven emlegetve). A Bremervördétől Kielig tartó, 2004-ben átadott autópálya a falu mellett halad el. Brobergenhez tartozik még Brobergen, Berg, Hollander Höfe  és Hüttenberg. szomszéd települései, északra Kranenburg, keletre Oldendorf és Ostendorf, délkeletre Estorf, délnyugatra Gräpel, és délnyugatra Nindorf.

## Története
1141-ben a ma Brobergen néven ismert területet Stade hercege hűbérbirtokként három testvérének (Dudo, Akido és Ricbert) adományozza, miután megalapították Stadében a Mária-kolostort. 1286-ban említik először Brocberge néven. Akkor már egy kastély állt ott, ami a von Brobergen család tulajdona volt. A család 1618-ig maradt fent.

### Népességszámlálás
1766-ban a faluhoz 17 tűzhely tartozott (azaz ennyi lakóház volt). 1885-ig 224-re emelkedett a lakosság száma, 1905-ben 271-re, majd a 70-es évekig süllyedt kicsit a lakosok száma, 226-ra. Jelenleg 226 lakója van a falunak.
| 224       | 271 | 226 | 226 |
| Brobergen |     |     |     |

### Egyesülés
A németországi települési törvények változásával 1972. július 1-jétől Kranenburg és Brobergen Krananburg név alatt egyesült.

### Vallás
Brobergen lakói evangélikusok, és az oldendorfi egyházkerülethez tartoznak. A faluban van egy temető, amihez egy kápolna is tartozik, ahol hivatalosan istentiszteleteket is folytatnak.

### Polgármesterek
A Kranenburggal való egyesülésig, 1972-ig:
| Időszak   | Polgármester          |
| --------- | --------------------- |
| 1873-1890 | Hinrich Buck          |
| 1890-1910 | Johann Schult         |
| 1910-1911 | Dietrich Waller       |
| 1911-1914 | Andreas Schult        |
| 1914-1916 | Jürgen Elfers         |
| 1916-1922 | Theodor Buck          |
| 1922-1933 | Hinrich Ney (idősebb) |
| 1933-1943 | Hinrich Ney (ifjabb)  |
| 1943-1946 | Hermann Buck          |
| 1946-1956 | Jürgen Steffens       |
| 1956-1964 | Hinrich Buck          |
| 1964-1972 | Helmut Hudaff         |